# Studencka Baza Namiotowa Rabe

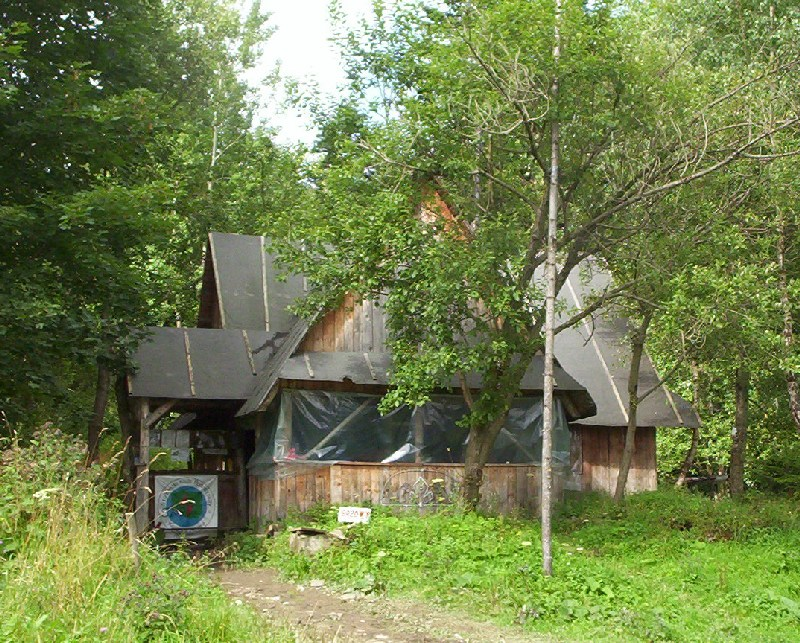
Stara wiata bazowa

Studencka Baza Namiotowa Rabe – studencka baza namiotowa położona w zachodniej części Bieszczadów, na północnych stokach Wysokiego Działu. Nazwa bazy pochodzi od wsi Rabe, w pobliżu której się znajduje.
Została założona w 1976 roku. Od 1982 roku prowadzona jest przez Studencki Klub Podróżniczy "Czwórka", działający przy Szkole Głównej Gospodarstwa Wiejskiego w Warszawie. Do bazy prowadzi żółty szlak "bazowy", odbijający od Głównego Szlaku Beskidzkiego.